# Amphistomus respiciens
Amphistomus respiciens är en skalbaggsart som beskrevs av Hermann Julius Kolbe 1905. Amphistomus respiciens ingår i släktet Amphistomus och familjen bladhorningar. Inga underarter finns listade i Catalogue of Life.